# Hazard (album)
Hazard je tretji studijski album slovenske jazz fusion skupine Predmestje, ki je izšel leta 1980 pri beograjski založbi PGP RTB.

## Ozadje
Po vrnitvi iz vojske je Pompe sestavil tretjo zasedbo Predmestja, ki so jo poleg njega sestavljali člani nekdanje skupine Izvir: kitarist Slavko Lebar, bas kitarist Marjan Lebar, bobnar Andrej Petković ter pevec in tolkalist Marko Bitenc. Skupina je pričela s pripravljenjem materiala za snemanje novega albuma. Leta 1980 je skupina sodelovala z Neco Falk, s katero je nastopila na Slovenski popevki, istega leta pa je skupina odšla v studio Akademik, kjer je posnela tretji album. Producenta albuma sta bila Čarli Novak in Braco Doblekar. Pompe je pri snemanju prvič uporabil sintetizator ARP Odyssey, kot gost pa je na albumu sodeloval saksofonist Jernej Podboj, nekdanji član Mladih levov.

## Sprejem
Sead S. Fetahagić je v recenziji za spletni portal Progarchives zapisal: »Zvok albuma je svež in dobro produciran ter predstavlja elemente funka in jazz-funka, podobne Herbieju Hancocku. Solistični deli so okusni in ob pravih trenutkih. To drži za solo kitaro, električni klavir in sintetizatorje. Dodatek timbalesa daje zvoku latino občutek. Vokali so reducirani na le eno skladbo »Mislec sveta«, več pa je scat vokalov, ki tudi bolj spadajo v ta slog glasbe. Uporabljeni so kot dodatni instrument. Vse skladbe so odlične in ponujajo izredno prijetno poslušanje.
Na trenutke, posebej v vokalnih trenutkih, zveni skupina kot jazzovska inkarnacija skupine Camel iz obdobja »Moonmadness«. Skupaj s prvimi albumi skupine Leb i sol, je Hazard eden najboljših jazz rock albumov obdobja.«

## Seznam skladb
| A stran | A stran  | A stran                        | A stran |
| Št.     | Naslov   | Pisec                          | Dolžina |
| ------- | -------- | ------------------------------ | ------- |
| 1.      | „V.P.‟   | Andrej Pompe                   | 6:26    |
| 2.      | „Aleja‟  | Pompe, arr. Slavko Lebar       | 3:32    |
| 3.      | „Hazard‟ | Pompe, S. Lebar, arr. S. Lebar | 5:06    |

| B stran         | B stran         | B stran                          | B stran |
| Št.             | Naslov          | Pisec                            | Dolžina |
| --------------- | --------------- | -------------------------------- | ------- |
| 1.              | „Karikatura‟    | Pompe                            | 4:06    |
| 2.              | „Biljard‟       | S. Lebar, Pompe, arr. S. Lebar   | 4:45    |
| 3.              | „Mislec sveta‟  | Pompe, Daniel Levski, arr. Pompe | 5:00    |
| 4.              | „Portret‟       | Pompe, arr. Andrej Petković      | 5:33    |
| Skupna dolžina: | Skupna dolžina: | Skupna dolžina:                  | 36:46   |

## Osebje

### Predmestje
- Andrej Pompe – Fender Rhodes, ARP Odyssey, vokal
- Marko Bitenc – vokal, tolkala
- Marjan Lebar – bas, spremljevalni vokal
- Slavko Lebar – kitara, spremljevalni vokal
- Andrej Petković – bobni, timbales, tolkala

Gost
- Jernej Podboj – sopranski saksofon, tenorski saksofon

### Produkcija
- Producent: Čarli Novak
- Koproducent: Braco Doblekar
- Snemalec: Miro Bevc
- Ovitek: Kostja Gatnik